# Sabulodes lagunata
Sabulodes lagunata là một loài bướm đêm trong họ Geometridae.